# Advanced Crew Escape Suit

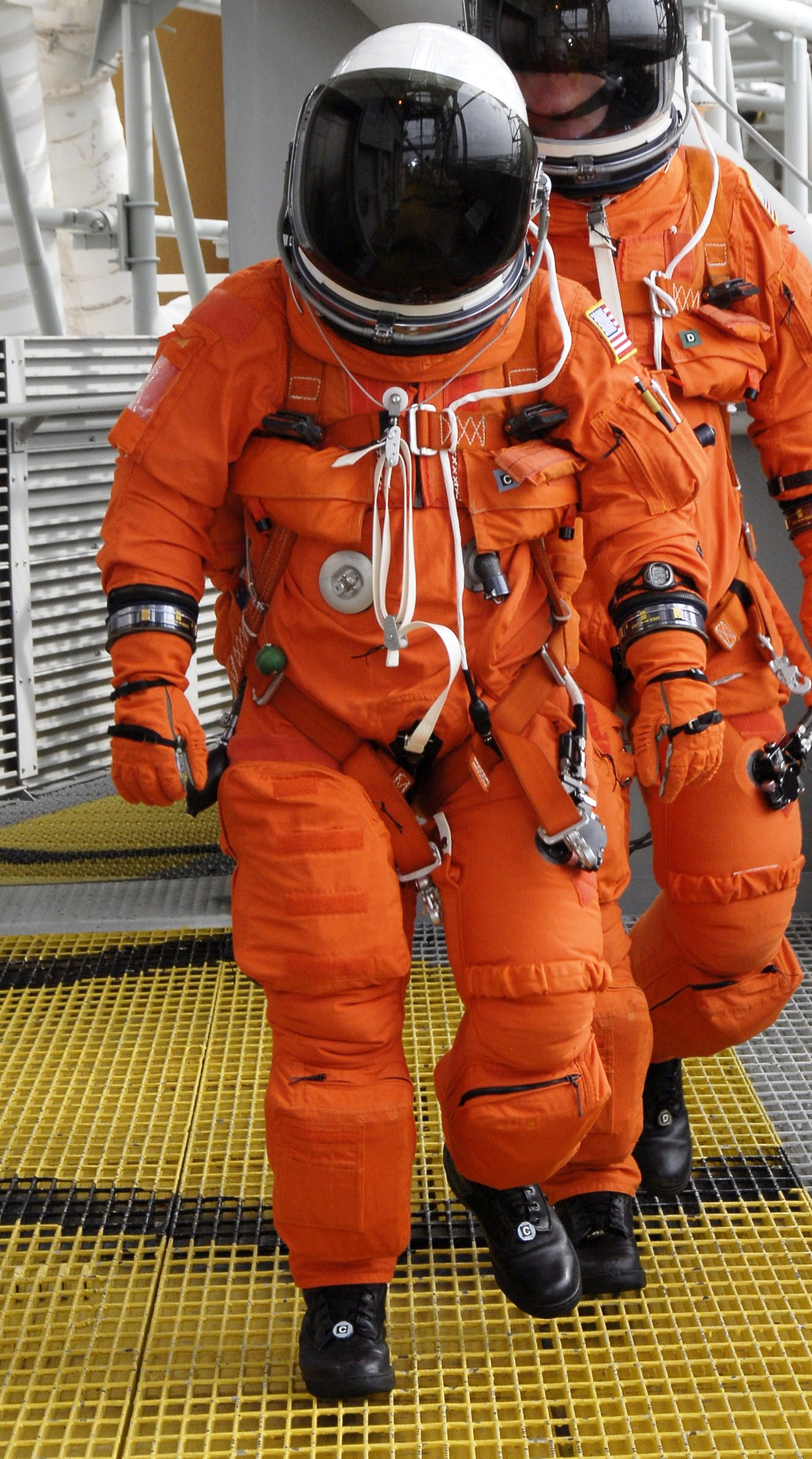
Um astronauta usando o traje ACES.

O Advanced Crew Escape Suit, (ACES) Traje Espacial Avançado para Tripulações, é um tipo de traje espacial Norte americano,
usado por todos os astronautas que tripularam os ônibus espaciais. 
Ele foi introduzido em 1994 a partir da missão STS-65, e eram usados durante a decolagem e o pouso. A sua função primária, era ser um traje de salvamento, 
e não tinham capacidade de uso fora de uma espaçonave. Em vez disso, seu objetivo era manter o usuário vivo em caso de despressurização acidental da espaçonave.
Esse traje, é um descendente direto do traje pressurizado para voos em grande altitude usado pelos pilotos do Blackbird, do U-2 
e do X-15, da Força Aérea dos Estados Unidos, além dos astronautas do Projeto Gemini, e também do traje LES,
usado pelos astronautas da NASA desde a missão STS-26, a primeira depois do Desastre da Challenger.